# لاسلو بیرو
لاسلو بیرو (به مجاری: László Bíró)‏ (تلفظ مجاری: [ˈla:slo: ˈjo:ʒɛf ˈbi:ro:])‏ ۲۹ سپتامبر ۱۸۹۹ – ۲۴ اکتبر ۱۹۸۵) مخترع و روزنامه‌نگار اهل مجارستان بود. او در سال ۱۹۳۱ میلادی خودکار نوک ساچمه‌ای را اختراع کرد.
او از برادرش که شیمی‌دان بود یاری گرفت و با تغییراتی کم در مرکب زرانه (جوهر)، کمی از غلظت آن کم کرد و چیزی همانند جوهر خودکار امروزی را ابداع نمود ولی با این حال هنوز هم این جوهر غلظت بالایی برای روان شدن در خودنویس داشت و لذا خودنویس را کنار گذاشت و به فکر قلم جدیدی افتاد که بتواند این جوهر غلیظ را -که سریع هم خشک می‌شود- به سطح کاغذ برساند؛ بنابراین، با کمک برادر خود توانست یک ساختار جدید که ما امروز در فارسی به نام «خودکار» و در انگلیسی به نام ball point pen (قلم نوک‌ساچمه‌ای) می‌شناسیم، اختراع کند. ساختار خودکار بسیار ظریف اما در عین حال بسیار ساده است.
خودکار از سه قسمت اصلی تشکیل شده‌است. ساچمه در نوک و محل برخورد با کاغذ، بدنهٔ نگه‌دارندهٔ ساچمه، و نهایتاً مخزن جوهر غلیظ.